# Ariston aristus
Espèce
Ariston aristus est une espèce d'araignées aranéomorphes de la famille des Uloboridae.

## Distribution
Cette espèce se rencontre au Panama et en Colombie.

## Description
Les femelles mesurent de 2,3 à 2,5 mm.
Le mâle décrit par Opell en 1981 mesure 1,68 mm.

## Publication originale
- Opell, 1979 : « Revision of the genera and tropical American species of the spider family Uloboridae. » Bulletin of the Museum of Comparative Zoology, vol. 148, p. 443-549 (texte intégral).